# Dessie O'Hare
Dessie O'Hare, född 26 oktober 1956, är en nordirländsk republikansk paramilitär aktivist och kriminell. Han är också känd under smeknamnet "The Border Fox".
O'Hare kommer från Keady i Armagh. Han var först medlem i Provisoriska IRA, men slöt sig senare till Irish National Liberation Army (INLA).

## Kidnappning 1987
13 oktober 1987 kidnappade han tillsammans med två andra INLA-medlemmar John O'Gardy, en tandläkare från Dublin, i dennes hem i Cabinteely. Planen var egentligen att kidnappa ägaren av Institute of Clinical Pharmacology, Austin Darragh, men han flyttade ifrån huset där O'Grady bodde i tre år tidigare, utan att kidnapparna hade uppfattat detta. Eftersom O'Grady var Darraghs svärson tog de med sig honom, och krävde lösensumma om 1,5 miljoner irländska pund. O'Grady hölls först fångad i en källare i Dublin, och blev efter en tid flyttat till en container i Cork. Då lösesumman inte betalades använde sig O'Hare hammare och mejsel för att klippa av två av O'Gradys fingrar, och hotade med att skada honom ytterligare.
Garda Síochána kom på var kidnapparna höll till. INLA-medlemmarna försvann från platsen och O'Grady återfanns utan ytterligare skador efter 23 dagar i fångenskap. O'Hare och de andra kidnapparna återfanns i Urlingford i Kilkenny där det blev en skottlossning mellan dessa och polisen. En av INLA-medlemmarna dödades och de andra blev arresterade. En polis skadades allvarligt vid skottlossningen.

### Dom och frigivning
O'Hare dömdes för bland annat innehav av skjutvapen och frihetsberövande, och fick 1988 en dom på fyrtio års fängelse. Han blev sänd till Portlaoises fängelse och blev där kommendant för INLA-fångarna.
2000 krävde O'Hare en juridisk värdering av saken, eftersom han menade att han skulle bli frikänd enligt Belfastavtalen. Man kom då fram till att detta inte kunde styrkas då händelserna inte var direkt relaterad till konflikten i Nordirland, utöver det att hela eller delar av lösesumman skulle gå till INLA. De sista åren satt fängslad blev han överflyttad till Castlerea.
O'Hare släpptes fri i april 2006, efter att Irlands högsta domstol kom fram till att Belfastavtalen var tillämpliga på hans fall. Police Ombudsman for Northern Ireland har sagt att det inte finns ytterligare arrestorder på honom i Nordirland, eftersom eventuella andra ärenden är avförda med Belfastavtalen.

## Senare brottslighet
2015 misshandlade O'Hare, tillsammans med sex andra personer, en person i Saggart och låste därefter in denna person och samma dag en annan person i Rathcoole. För dessa handlingar dömdes han 2019 till tio års fängelse, varav sju år skall avtjänas och tre år skjuts upp.